# Долгое (озеро, Пудожский район)
Долгое — пресноводное озеро на территории Красноборского сельского поселения Пудожского района Республики Карелии.

## Общие сведения
Принадлежит к бассейну Балтийского моря. Рассположено на водосборе реки Чёрной — притока Онежского озера.
Приток и сток явно не выражены.
Рыба: плотва, окунь.
Озеро служит источником водоснабжения Каршево.